# Churidar

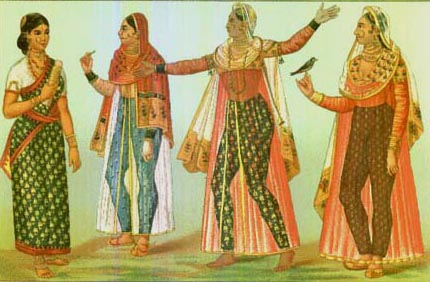
Churidar

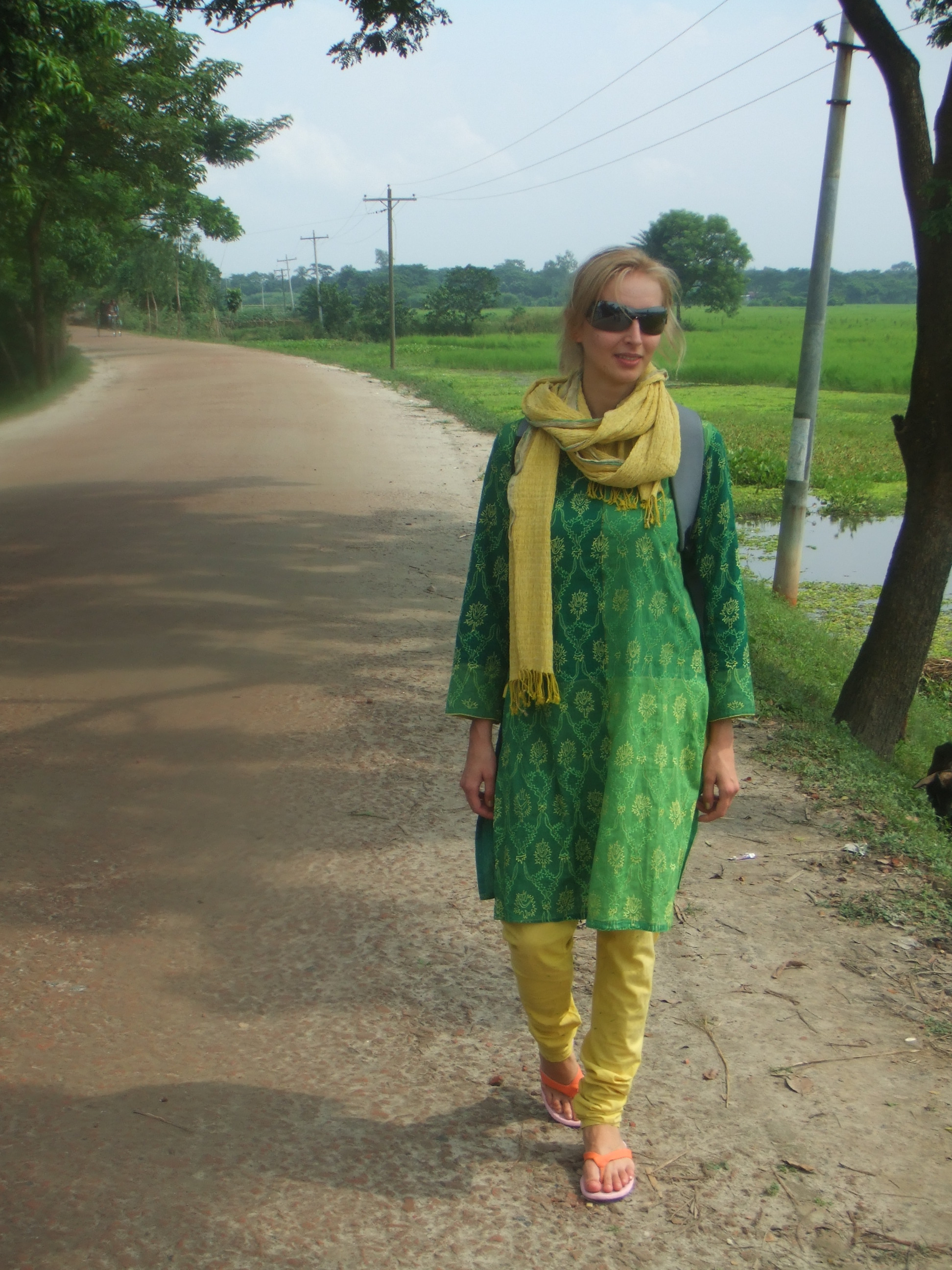
Churidar

Churidar, ćuridar – strój kobiecy popularny w Indiach, noszony zwłaszcza przez niezamężne dziewczyny, podobny nieco do salwar kamiz, używanego w Pendżabie składający się z obcisłych, zwężonych na dole spodni (szarawarów), luźnej tuniki oraz dupatty – cienkiego szala przykrywającego piersi i zarzuconego do tyłu na ramiona.
Tradycyjny strój w indyjskim tańcu kathak.